# ایستگاه ایلینگ برادوی
ایستگاه ایلینگ برادوی (انگلیسی: Ealing Broadway station) یکی از ایستگاه‌های متروی لندن و راه‌آهن انگلستان است.
این ایستگاه که در ناحیه ایلینگ قرار دارد در سال ۱۸۳۸ تأسیس شده و جزئی از خط مرکزی متروی لندن و خط ناحیه متروی لندن است.

## نگارخانه

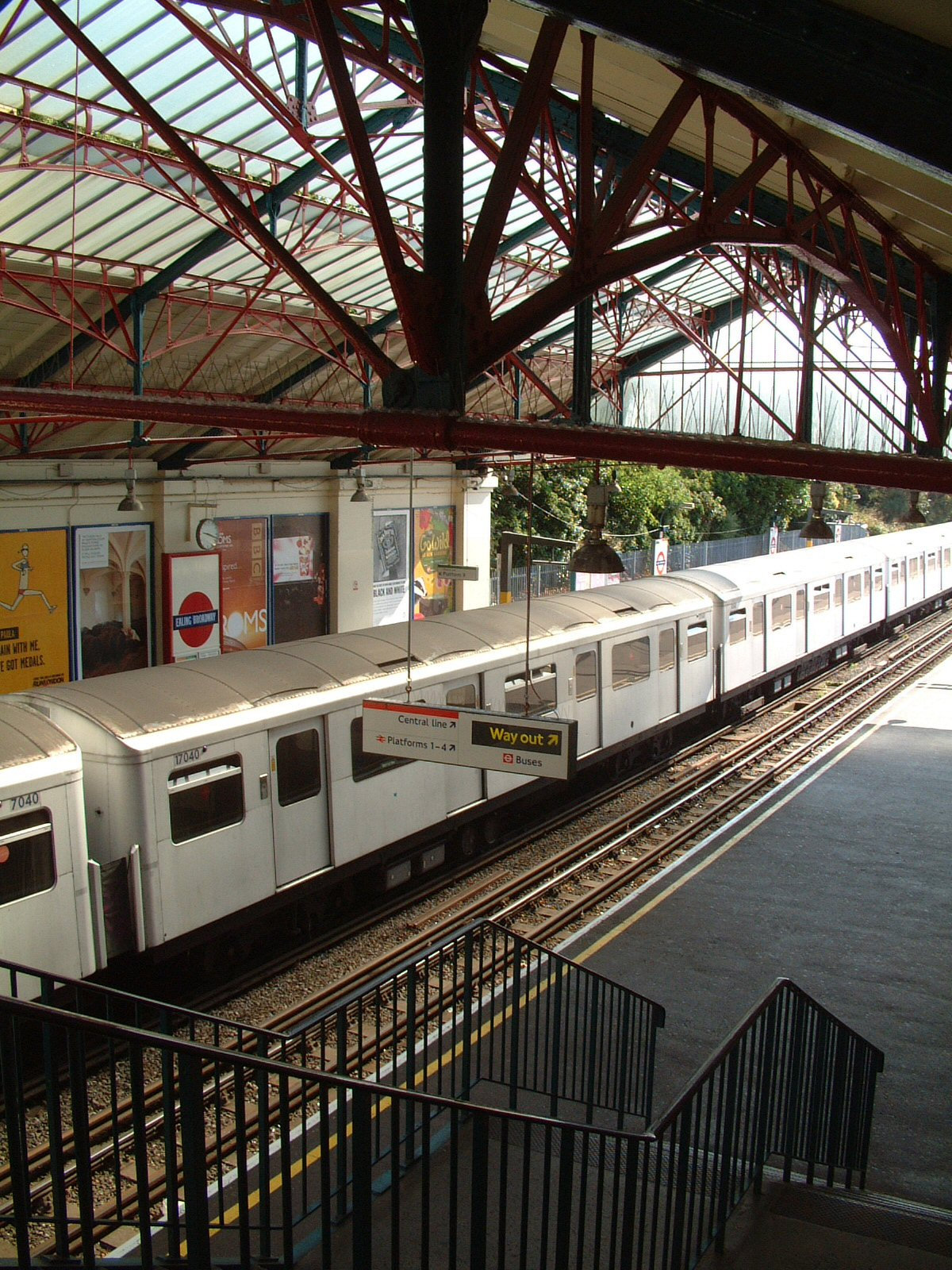
سکو خط ناحیه
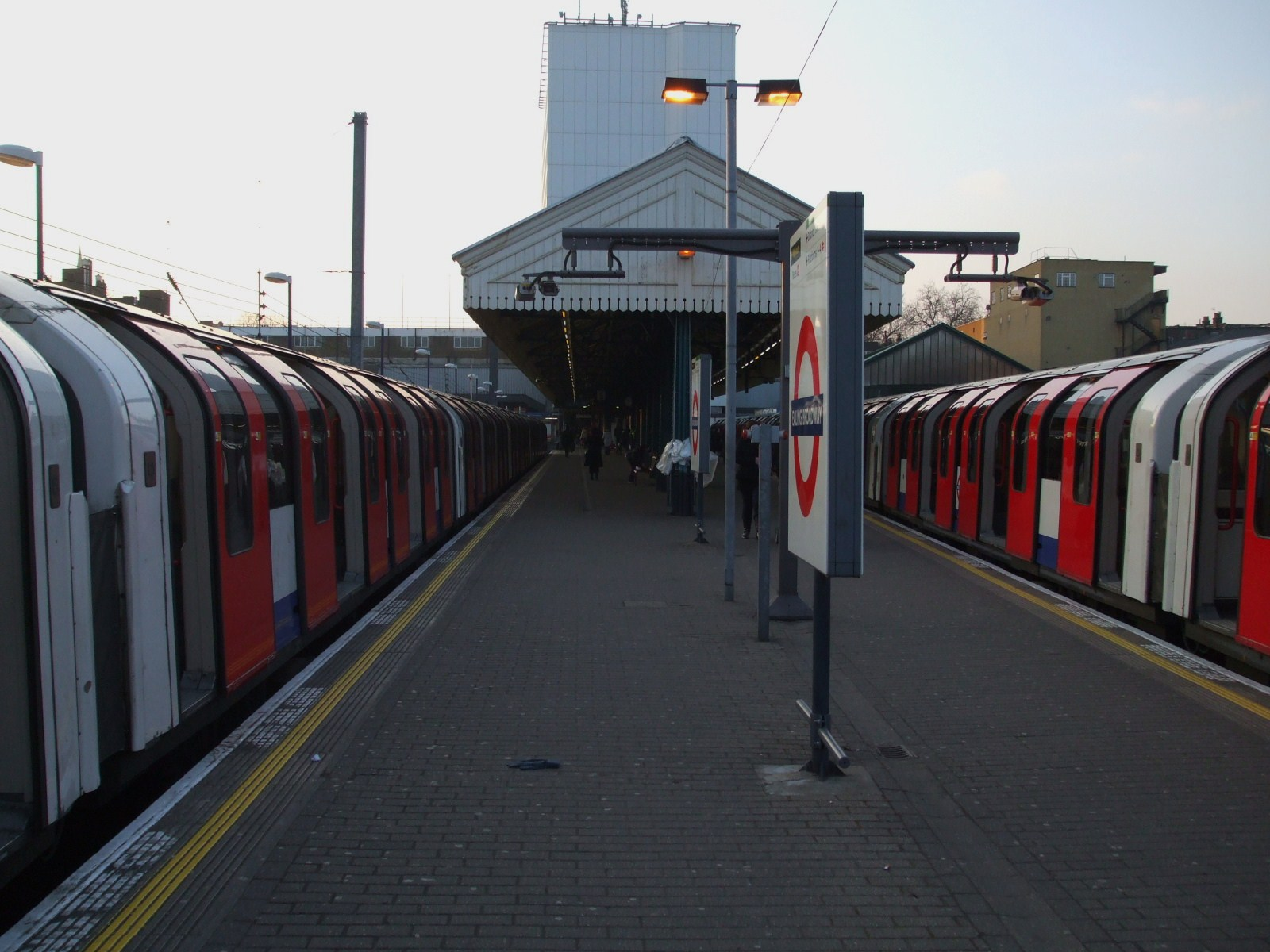
سکو خط مرکزی
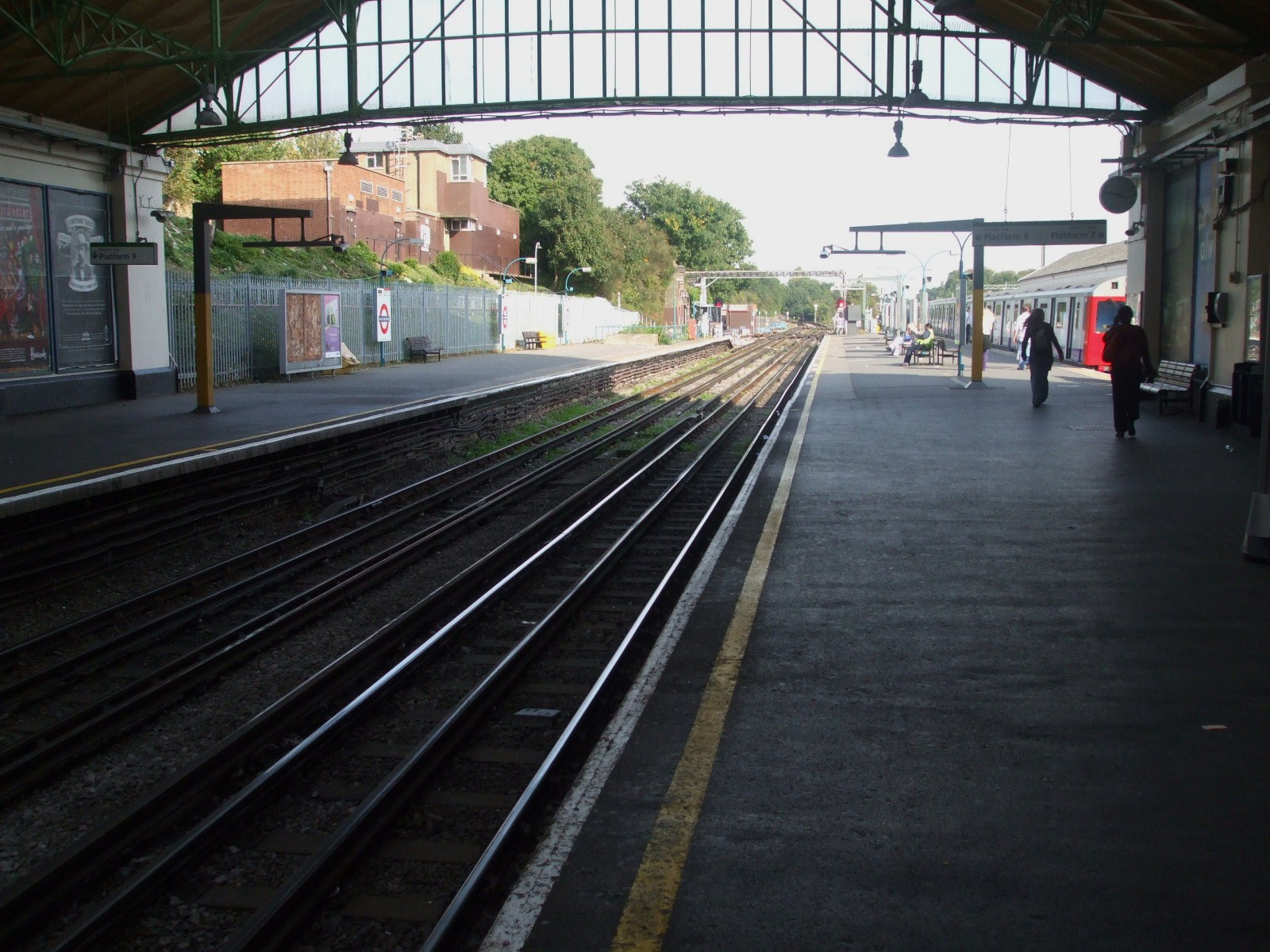
سکو ۸
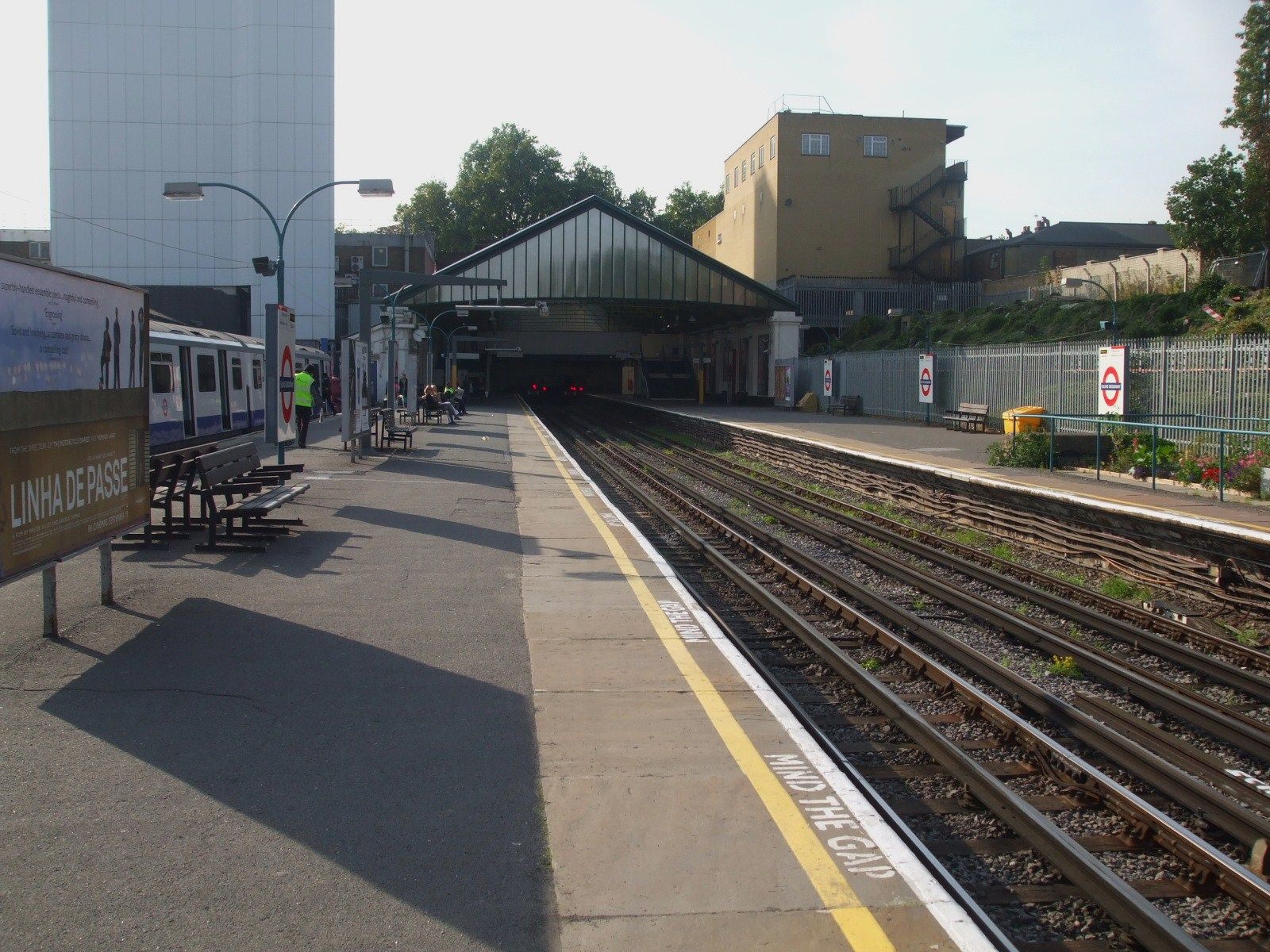
سکو ۸ و ۹